# Justicia crenata
Justicia crenata är en akantusväxtart som först beskrevs av Emery Clarence Leonard, och fick sitt nu gällande namn av L.H. Durkee. Justicia crenata ingår i släktet Justicia och familjen akantusväxter. Inga underarter finns listade i Catalogue of Life.